# 碘化氢
碘化氢（化学式HI）在常态下是一种有刺激性气味的无色气体。碘化氢在空气中不可燃，但遇潮湿空气会发烟。易溶于水并可溶于乙醇，其水溶液呈酸性，称氢碘酸，是一种无色或淡黄色液体，具有强腐蚀性。它还是一种强还原剂，也是卤化氢当中最不稳定的，氯气和溴皆可把碘化氢当中的碘置换出来。将碘化氢加热会放出有毒碘蒸气。

## 制取
1. 碘蒸气和氢气在披铂石棉的催化下500℃时互相作用制得[1]。
2. 将水滴到红磷和碘上[1]。

## 化学反应
- 碘化氢与其他卤素的置换反应：{\displaystyle {\mbox{X}}_{2}+2{\mbox{HI}}\to 2{\mbox{HX}}+{\mbox{I}}_{2}}
  - 其中所指的卤素包括氯、氟、溴。
- 碘化氢加热分解：{\displaystyle 2{\mbox{HI}}\to {\mbox{H}}_{2}+{\mbox{I}}_{2}}
  - 300℃时发生明显分解，1000℃时转换率达到33%
- 碘蒸气与氢气反应化合成为碘化氢：{\displaystyle {\mbox{I}}_{2}+{\mbox{H}}_{2}\to 2{\mbox{HI}}}
- 水、红磷与碘反应生成碘化氢：{\displaystyle 2{\mbox{P}}+3{\mbox{I}}_{2}+6{\mbox{H}}_{2}{\mbox{O}}\to 2{\mbox{H}}_{3}{\mbox{PO}}_{3}+6{\mbox{HI}}}
- 与硝酸反应：{\displaystyle 2{\mbox{HNO}}_{3}+2{\mbox{HI}}\to {\mbox{I}}_{2}+2{\mbox{H}}_{2}{\mbox{O}}+2{\mbox{NO}}_{2}}

## 危害
碘化氢气体的主要危害途径是吸入。吸入碘化氢的影响与氯化氢类似，但较弱一些。碘化氢还对眼和呼吸道有很强的刺激性。如果长期吸入高浓度碘化氢会引起慢性支气管炎。
碘化氢水溶液氢碘酸具有强腐蚀性，能灼伤皮肤。
碘化氢可以与氟、硝酸、氯酸钾等物质剧烈反应，和碱金属接触会发生爆炸。同时，如果加热碘化氢还会产生有毒碘烟雾。

## 用途
- 可用于制造各种碘化物
- 用作许多有机化学反应中的还原剂
- 较稀的氢碘酸可以用于医药

## 参看
- 氢碘酸
- 氯化氢
- 无氧酸